# اسبوکلا (ساری)
اسبوکلا، روستایی است از توابع بخش مرکزی شهرستان ساری در استان مازندران ایران.
این روستا در میان دو تپه (رودپشت و یور) قرار گرفته‌است و از یک طرف به جنگل‌های انبوه و از طرف دیگر به فاصله ۴ کیلومتری شهرستان ساری قرار دارد.پارک حیات وحش سمسکنده در این روستا واقع است.شغل اصلی مردم این روستا کشاورزی است و محصولات مختلفی از جمله برنج، کلزا و توتون در این منطقه کشت می‌شود. باغ‌های مرکبات نیز در این روستا وجود دارد. از جنگلهای این روستا محصولاتی مانند زغال اخته، تمشک، قارچ و ... برداشت می‌شود.این روستا دارای درختانی همچون راش و ممرز و ... است و دارای چندین چشمه می‌باشد و دارای آبشار به نام اوپرش با فاصله ۶ کیلونتر در دل جنگل و جاده فرعی ماشین رفت است. روستای اسبوکلا دارای آب و هوای معتدل و مرطوب در تابستان و آب و هوای نسبتاً سرد در زمستان است، به طوریکه که دمای آن معمولاً چند درجه سانتی گراد از دمای شهر ساری پایین تر است.امامزادگان قاسم،عظیم،حسن،علی اصغر و سید خانم و بی بی شهربانو از مکان های زیارتی روستا می‌باشد.

## جمعیت
این روستا در دهستان میاندورود کوچک در مسیر کیلومتر 4 جاده شهرستان ساری به شهرستان میاندورود قرار داشته و براساس آخرین سرشماری مرکز آمار ایران که در سال 1395صورت گرفته، جمعیت آن 3176 (630خانوار) بوده‌است.